# Zbraslav (Prague, cadastre)
Zbraslav est un quartier pragois situé dans le sud-ouest de la capitale tchèque, appartenant à l'arrondissement de Prague 5, d'une superficie de 782,5 hectares est un quartier de Prague. En 2018, la population était de 9610 habitants.
La première mention écrite de Zbraslav date du 1115. La ville est devenue une partie de Prague en 1974.